# Fórum Nacional
O Fórum Nacional é associação de cerca de cem dos principais economistas, sociólogos e cientistas políticos do Brasil, iniciada em 1988 com a finalidade de oferecer propostas concretas para a modernização da sociedade brasileira. Em 1991, o Fórum Nacional foi formalizado e adquiriu permanência, com a criação do Instituto Nacional de Altos Estudos (Inae), sociedade civil sem fins lucrativos.

## O Fórum
O Fórum Nacional não é uma simples instituição de pesquisa, ou órgão de debates. Funciona como agente da sociedade civil, em caráter independente e apartidário e com sentido pluralista. Sua preocupação é contribuir para o diálogo das lideranças nacionais, públicas e privadas (Poder Executivo, Congresso, Poder Judiciário, organizações empresariais, sindicais, acadêmicas, confessionais, comunitárias, personalidades de prestígio e influência). Diálogo orientado pela busca de caminhos para o desenvolvimento do país, em suas múltiplas dimensões: econômica, social, política, cultural. E voltado para o processo de tomada das decisões para tanto relevantes.